# AB3ü Bay 97
Der AB3ü Bay 97 war ein dreiachsiger Durchgangswagen mit Seitengang der 1. und 2. Klasse, der mit der Blatt-Nr. 070 für die Königlich Bayerischen Staatseisenbahnen (K.Bay.Sts.B.) zum Einsatz im Schnellzugverkehr gebaut wurde. Mit dem Umbau 1933 wurde der Faltenbalg entfernt, die Klassenzuordnung geändert und die Wagen wurden zu BC3i Bay 97/33 umgezeichnet. Für den Übergang zu benachbarten Bahnen in Österreich, der Schweiz und Italien erhielten die Wagen entsprechende Signalhalter.

## Konstruktive Merkmale

### Untergestell
Der Rahmen der Wagen bestand komplett aus Eisen und war aus Walzprofilen zusammengenietet. Die äußeren Längsträger hatten eine U-Form mit nach außen weisenden Flanschen. Als Zugeinrichtung hatten die Wagen Schraubenkupplungen mit Sicherheitshaken nach VDEV, die Zugstange war durchgehend und mittig gefedert. Als Stoßeinrichtung besaßen die Wagen Stangenpuffer mit einer Einbaulänge von 650 Millimetern, die Pufferteller hatten einen Durchmesser von 370 Millimetern.

### Laufwerk
Die Wagen hatten genietete Fachwerkachshalter aus Flacheisen mit der kurzen, geraden Bauform. Gelagert waren die Achsen in Gleitachslager. Die Räder hatten Speichenradkörper, das mittlere Rad war seitlich verschiebbar. Zum Einbau kamen Lenkachsen vom Typ A4.
Bremse: Handbremse im geschlossenen Übergang an einem Wagenende. Für die Übergangsfähigkeit auf fremde Bahnen wurden alle Wagen sowohl mit Westinghouse- als auch mit Hardy-Bremsanlagen (z. B. für Österreich) ausgerüstet. Zusätzlich erhielten sie als Interkommunikationssignal auch Rayl-Signalanlagen.

### Wagenkasten
Das Wagenkastengerippe bestand aus einem hölzernen Ständerwerk. Es war außen mit Blech und innen mit Holz verkleidet. Die Seitenwände waren glatt. Die Wagen besaßen ein gewölbtes Dach ohne Oberlichtaufbau.
Der Innenraum hatte insgesamt vier- und ½ Abteile mit gepolsterten Sitzbänken, die zum Seitengang mit Schiebetüren abgeschlossen waren. Das halbe Abteil der 1. Klasse hatte 2, das Vollabteil 4 Sitzplätze. Die Abteile der 2. Klasse hatten jeweils 6 Sitzplätze. Die Reihung der Abteile war von der Bremserseite aus gesehen: I, I, II, II, II. Der Wagen hatte 1 Abort, welcher sich an dem der Bremserseite gegenüberliegenden Wagenende befand. Die Sitze der 1. Klasse konnten zu Schlaflagern umgebaut werden.
Zur Beheizung verfügten die Wagen über eine Dampfheizung.
Die Belüftung erfolgte über Dachlüfter bzw. über die versenkbaren Fenster.
Die Beleuchtung erfolgte durch Gaslampen. Die zwei Vorratsbehälter mit je einem Volumen von 910 Litern hingen in Wagenlängsrichtung am Rahmen. Mit dem Umbau 1933 erhielten die Wagen eine elektrische Beleuchtung.

## Bemerkung
Mit dem Umbau 1933 wurden die Faltenbälge entfernt. Die Abteile der 1. Klasse wurden ohne Änderung der Sitzaufteilung zu solchen der 2. Klasse umgebaut. Zwei Abteile der 2. Klasse wurden mit Holzbänken ausgestattet und zu Abteilen der 3. Klasse deklariert. Insgesamt wurden so fünfzehn Wagen zu BC3i Bay 97/33 umgebaut.
Die Wagen 13 065 Au dienten 1954 als Spenderfahrzeug für das yg-Programm.

## Skizzen, Musterblätter, Fotos

Ansicht zu Blatt 70 aus WV von 1913

## Wagennummern
Die Fertigung der Wagen erfolgte in zwei Baulosen. Lieferant beider Baulose war die Fa. Joseph Rathgeber, München.
|                   | Herstelldaten | Herstelldaten | Herstelldaten | Wagennummern je Epoche (mit Direktionsangabe) Gattungszeichen | Wagennummern je Epoche (mit Direktionsangabe) Gattungszeichen | Wagennummern je Epoche (mit Direktionsangabe) Gattungszeichen | Wagennummern je Epoche (mit Direktionsangabe) Gattungszeichen | Wagennummern je Epoche (mit Direktionsangabe) Gattungszeichen | Wagennummern je Epoche (mit Direktionsangabe) Gattungszeichen | Zusatzinfos     | Zusatzinfos    | Zusatzinfos    | Zusatzinfos    | Zusatzinfos                |
| Blatt Nr. WV 1913 | Bau- jahr     | Her- steller  | Anz.          | ab 1909 (1907)                                                | Abg. Reparat.                                                 | DR (ab 1923)                                                  | DRG (ab 1930)                                                 | DRG (nach Umbau)                                              | Ausge- mustert                                                | Bremsen         | Signal- halter | Signal- halter | Signal- halter | Bemerkung                  |
|                   |               |               |               | ABü                                                           |                                                               | AB3ü Bay 97                                                   | B3ü Bay 97                                                    | BC3i Bay 97/33                                                |                                                               | (siehe Legende) | AT             | CH             | IT             |                            |
| ----------------- | ------------- | ------------- | ------------- | ------------------------------------------------------------- | ------------------------------------------------------------- | ------------------------------------------------------------- | ------------------------------------------------------------- | ------------------------------------------------------------- | ------------------------------------------------------------- | --------------- | -------------- | -------------- | -------------- | -------------------------- |
| 70                | 1897          | Rathg.        | 10            | 1240                                                          |                                                               | 29 016 Mü                                                     | 13 016 Mü                                                     | 13 016 Mü                                                     | < 1945                                                        | Pl;Wsbr Hbr;Ray | X              | X              | X              |                            |
| 70                | 1897          | Rathg.        | 10            | 1241-1242                                                     | 1241-1242                                                     |                                                               |                                                               |                                                               | 11/1919                                                       | Pl;Wsbr Hbr;Ray | X              | X              | X              |                            |
| 70                | 1897          | Rathg.        | 10            | 1243                                                          |                                                               | 29 017 Mü                                                     | 13 017 Mü                                                     | 13 017 Mü                                                     | < 1945                                                        | Pl;Wsbr Hbr;Ray | X              | X              | X              |                            |
| 70                | 1897          | Rathg.        | 10            | 1244-1245                                                     |                                                               | 29 001 Wür -29 002 Wür                                        | 13 018 Nür -13 019 Nür                                        | 13 018 Nür -13 019 Nür                                        |                                                               | Pl;Wsbr Hbr;Ray | X              | X              | X              |                            |
| 70                | 1897          | Rathg.        | 10            | 1246                                                          |                                                               | 29 003 Wür                                                    | 13 020 Nür                                                    | 13 020 Nür                                                    | xx/1937                                                       | Pl;Wsbr Hbr;Ray | X              |                | X              |                            |
| 70                | 1897          | Rathg.        | 10            | 1247-1248                                                     |                                                               | 29 018 Mü -29 018 Mü                                          | 13 021 Mü -13 022 Mü                                          | 13 021 Mü -13 022 Mü                                          |                                                               | Pl;Wsbr Hbr;Ray | X              |                | X              |                            |
| 70                | 1897          | Rathg.        | 10            | 1249                                                          |                                                               | 29 004 Wür                                                    | 13 023 Nür                                                    | 13 023 Nür                                                    |                                                               | Pl;Wsbr Hbr;Ray | X              |                | X              |                            |
| 70                | 1899          | Rathg.        | 10            | 1260                                                          | 1260                                                          |                                                               |                                                               |                                                               |                                                               | Pl;Wsbr Hbr;Ray |                |                | X              | ohne bremsbare Mittelachse |
| 70                | 1899          | Rathg.        | 10            | 1261-1263                                                     |                                                               | 29 020 Mü -29 022 Mü                                          | 13 060 Mü -13 062 Mü                                          | 13 060 Mü -13 062 Mü                                          |                                                               | Pl;Wsbr Hbr;Ray |                |                | X              | ohne bremsbare Mittelachse |
| 70                | 1899          | Rathg.        | 10            | 1264                                                          | 29 001 Re                                                     | 13 063 Au                                                     | 13 063 Au                                                     | 193?                                                          |                                                               | Pl;Wsbr Hbr;Ray |                |                | X              | ohne bremsbare Mittelachse |
| 70                | 1899          | Rathg.        | 10            | 1265                                                          | 29 002 Re                                                     | 13 064 Reg                                                    | 13 064 Reg                                                    | 12/1950                                                       |                                                               | Pl;Wsbr Hbr;Ray |                |                | X              | ohne bremsbare Mittelachse |
| 70                | 1899          | Rathg.        | 10            | 1266-1267                                                     | 1266 1277                                                     |                                                               |                                                               |                                                               |                                                               | Pl;Wsbr Hbr;Ray |                |                | X              | ohne bremsbare Mittelachse |
| 70                | 1899          | Rathg.        | 10            | 1268                                                          |                                                               |                                                               |                                                               |                                                               | 1924(?)                                                       | Pl;Wsbr Hbr;Ray |                |                | X              | ohne bremsbare Mittelachse |
| 70                | 1899          | Rathg.        | 10            | 1269                                                          | 29 003 Re                                                     | 13 065 Reg                                                    | 13 065 Reg                                                    | 09/1954                                                       |                                                               | Pl;Wsbr Hbr;Ray |                |                | X              | ohne bremsbare Mittelachse |